# César Morgado
César Morgado Ortega (Barcelona, 26 de enero de 1993) es un futbolista español que juega en el Gimnàstic de Tarragona de la Primera Federación. Es hijo del exfutbolista Sergio Morgado, y como su padre, su demarcación habitual es la de defensa.

## Trayectoria
Llegó a la A. D. Mérida en la campaña 2015-16. En la siguiente temporada firmó por la Cultural Leonesa.
En enero de 2017 regresó a Extremadura en calidad de cedido para formar parte de la plantilla del Club de Fútbol Villanovense. En la temporada 2017-18 fue fichado por el Valencia Club de Fútbol Mestalla. 
A mediados de 2019 firmó por el Club Deportivo Badajoz. El 15 de agosto de 2021 rescindió su contrato con el C. D. Badajoz y fichó por el C. E. Sabadell F. C.
El 20 de julio de 2023 firmó por el Club Deportivo Lugo. Con este equipo disputó 29 partidos y, una vez quedó libre, el 27 de junio de 2024 fichó por el F. C. Andorra por una temporada más otra opcional. En la primera de ellas consiguió un ascenso a Segunda División y fue liberado. Entonces se marchó al Gimnàstic de Tarragona.

## Clubes
| Club                         | País    | Año       |
| ---------------------------- | ------- | --------- |
| U. D. Badajoz                | España  | 2012-2013 |
| Córdoba C. F. "B"            | España  | 2014-2015 |
| A. D. Mérida                 | España  | 2015-2016 |
| Cultural y Deportiva Leonesa | España  | 2016-2017 |
| C. F. Villanovense           | España  | 2017-2019 |
| C. D. Badajoz                | España  | 2019-2021 |
| C. E. Sabadell F. C.         | España  | 2021-2023 |
| C. D. Lugo                   | España  | 2023-2024 |
| F. C. Andorra                | Andorra | 2024-2025 |
| Gimnàstic de Tarragona       | España  | 2025-     |